# Brasão de armas da Líbia

Segundo e atual selo do Conselho Nacional de Transição, utilizado como símbolo oficial desde abril de 2011

O brasão de armas Líbio (Árabe: شعار ليببا), ou mais comumente aceito, Selo do Conselho Nacional de Transição, é o atual "brasão" do país, adotado após a derrubada do presidente Muammar al-Gaddafi. Este substituiu o brasão usado enquanto o país esteve sob o comando de Gaddafi.
Após o colapso do regime de Gaddafi em 2011, e a posterior Guerra Civil Líbia, a Líbia atualmente não tem um brasão de armas oficial. O Conselho Nacional de Transição usa um selo ou logotipo para representar a si mesmo, mas enquanto em sua Declaração Constitucional de agosto de 2011, define a bandeira da Líbia, não faz quaisquer provisões para um brasão de armas para o país.
O Conselho Nacional de Transição, apoiado como o governo legítimo pelas Nações Unidas desde setembro de 2011, usa um selo para certificar documentos oficiais. O emblema representa uma lua crescente ea estrela, representada nas cores da bandeira da Líbia utilizado pela NTC (vermelho, preto e verde), com os nomes do conselho المجلس الوطني الانتقالي (al-Majlis al-Watani al-intiqālī, "O Conselho Nacional de Transição") e do estado ليبيا (Lībiyā e Líbia), exibido em árabe e Inglês.

## Galeria

O primeiro selo do Conselho Nacional de Transição, entre 13 de março de 2011 e 2 de abril de 2011
Brasão da Federação das Repúblicas Árabes entre 5 de julho de 1972 e 1 de fevereiro de 1977
Brasão da República Árabe da Líbia entre 30 de dezembro de 1969 e 5 de julho de 1972
A "Coroa da Líbia" usada entre 3 de janeiro de 1952 e 30 de dezembro de 1969